# Kingswood (Kent)
Pour les articles homonymes, voir Kingswood.
Kingswood est un village du Kent, en Angleterre.